# مجزرة عائلة عبدالواحد
مجزرة عائلة عبدالواحد هي مجزرةٌ ارتكبها سلاح الجوّ الإسرائيلي بتاريخ 2 نوفمبر 2024 حينما قام باستهداف منزل العائلة في حي الشيخ رضوان دون سابق إنذار، وتسبّبت هذه المجزرة الإسرائيليّة والتي استهدفت منطقة حيوية في استشهاد 5 أشخاص من نساء وأطفال من عائلة عبدالواحد.

## خلفية الحدث
في صباح يوم السبت 7 تشرين الأول  2023 قامت حركة المقاومة الإسلامية حماس بإطلاق ما لا يقلُّ عن 3000 صاروخ من قطاع غزة الذي تسيطر عليه حماس باتجاه إسرائيل. بالموازاة مع اختراق حوالي 2500 مسلَّح فلسطيني الحاجز بين غزة وإسرائيل بِشَنِّهِم لهجوم عبر السّيارات رُباعيّة الدّفع والدّراجات النّارية والطّائرات الشّراعيّة وغيرها على البلدات المتاخمة للقطاع، والتي تُعرف باسم غلاف غزة، حيث سيطروا على عددٍ من المواقع العسكريَّة خاصة في سديروت، ووصلوا أوفاكيم، واقتحموا نتيفوت، وخاضوا اشتباكاتٍ عنيفة في المستوطنات الثلاثة وفي مستوطنات أخرى كما أسَرُوا عددًا من الجنود والمواطنين واقتادوهم لغَزَّة فضلًا عن اغتنامِ مجموعةٍ من الآليَّات العسكريَّة الإسرائيليَّة. ردًّا على ذلك، بدأت قوات الاحتلال الإسرائيلي هجومها باستعادة السيطرة على المستوطنات التي سبق لقوات حماس السيطرة عليها، وشنَّت هجمات انتقامية قبل أن تعلن الحرب رسميًا على حماس في اليوم التالي. كما نَفَّذَت غارات جوية على قطاع غزة، وشدَّدت حصارها وشنت واحدة من أكثر حملات القصف دموية وتدميرًا في التاريخ الحديث.

## الضحايا
جميع الضحايا من المدنيين فضلًا عن كونهم من عائلة واحدة قضت بعد قصف الإحتلال الإسرائيلي لهم، القائمة من نساء وأطفال وهم:
1. كفاح عبدالرحمن محمد عبد الواحد (57 عام).
2. أميرة عبدالرحمن محمد عبد الواحد (52 عام).
3. رجاء عبدالرحمن محمد عبد الواحد (49 عام).
4. الطفلة مسك محمود عبد الواحد.
5. الطفلة بدرية صلاح عبد الواحد.